# فرانشيسكا ريتونديني
فرانشيسكا ريتونديني (بالإيطالية: Francesca Rettondini)‏ هي مقدمة تلفزيونية وعارضة وممثلة إيطالية، ولدت في 7 مارس 1971 في إيطاليا.

## أعمال

### أفلام
- (2002) السفينة الشبح

## وصلات خارجية
- فرانشيسكا ريتونديني على موقع IMDb (الإنجليزية)
- فرانشيسكا ريتونديني على موقع ألو سيني (الفرنسية)
- فرانشيسكا ريتونديني على موقع أول موفي (الإنجليزية)
- فرانشيسكا ريتونديني على موقع قاعدة بيانات الأفلام السويدية (السويدية)
- فرانشيسكا ريتونديني على موقع قاعدة بيانات الفيلم (الإنجليزية)
- فرانشيسكا ريتونديني على موقع كينوبويسك (الروسية)